# Pristomerus
Pristomerus är ett släkte av steklar som beskrevs av Curtis 1836. Pristomerus ingår i familjen brokparasitsteklar.

## Bildgalleri

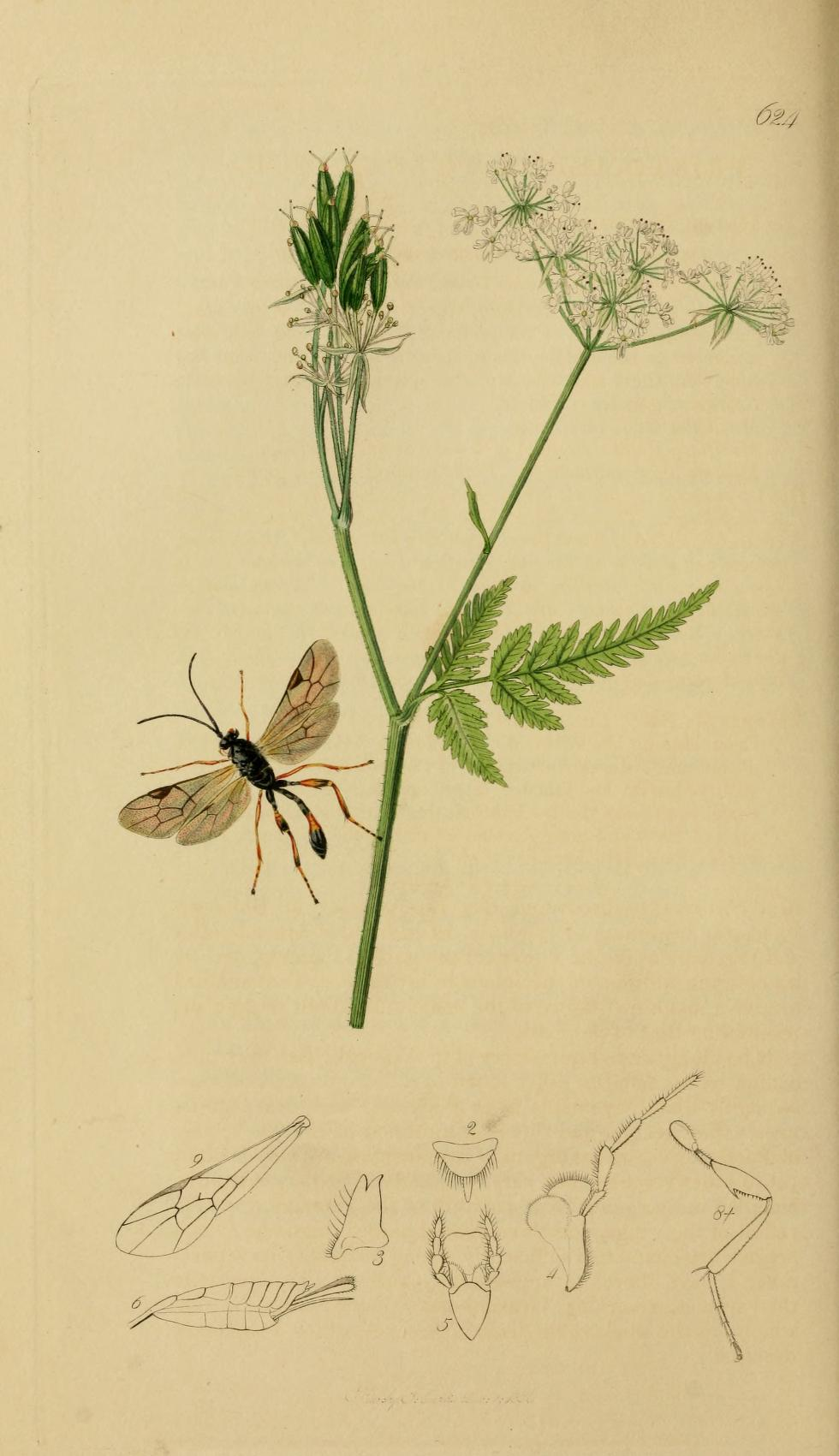

## Dottertaxa tillPristomerus, i alfabetisk ordning[1][2]
- Pristomerus africator
- Pristomerus albescens
- Pristomerus anxius
- Pristomerus arabicus
- Pristomerus areolaris
- Pristomerus armatus
- Pristomerus atriceps
- Pristomerus atrifemur
- Pristomerus austrinus
- Pristomerus baumhoferi
- Pristomerus belorus
- Pristomerus bicinctus
- Pristomerus bullis
- Pristomerus calcaratus
- Pristomerus caris
- Pristomerus celebensis
- Pristomerus chicliphilus
- Pristomerus chilonis
- Pristomerus chinensis
- Pristomerus cinxus
- Pristomerus clypeatus
- Pristomerus columbiensis
- Pristomerus comptus
- Pristomerus coracinus
- Pristomerus cunctator
- Pristomerus dahnhardti
- Pristomerus delphinius
- Pristomerus dimidiatus
- Pristomerus dodecellae
- Pristomerus eiphasos
- Pristomerus empusus
- Pristomerus erythrothoracis
- Pristomerus euryptychiae
- Pristomerus euzopherae
- Pristomerus fasciatus
- Pristomerus flavipes
- Pristomerus flavus
- Pristomerus floridanus
- Pristomerus francisci
- Pristomerus fumidus
- Pristomerus fumipennis
- Pristomerus genalis
- Pristomerus giraulti
- Pristomerus grendor
- Pristomerus haptinus
- Pristomerus hawaiiensis
- Pristomerus hebraicator
- Pristomerus honiarensis
- Pristomerus horribilis
- Pristomerus imperfectus
- Pristomerus inaequidens
- Pristomerus incompletus
- Pristomerus jugulator
- Pristomerus kaemmeli
- Pristomerus kasparyani
- Pristomerus kendarensis
- Pristomerus kirinus
- Pristomerus laticeps
- Pristomerus luridus
- Pristomerus luteolus
- Pristomerus marginicollis
- Pristomerus mayhoffi
- Pristomerus mesopotamicus
- Pristomerus mexicanus
- Pristomerus microdon
- Pristomerus minutus
- Pristomerus naitoi
- Pristomerus nigroguttipennis
- Pristomerus novoguineensis
- Pristomerus ohioensis
- Pristomerus olamonus
- Pristomerus orbitalis
- Pristomerus pallidus
- Pristomerus panti
- Pristomerus parilis
- Pristomerus petrovae
- Pristomerus procerus
- Pristomerus protractus
- Pristomerus punctatus
- Pristomerus rivalis
- Pristomerus rufiabdominalis
- Pristomerus ruficaput
- Pristomerus sardous
- Pristomerus scutellaris
- Pristomerus secundus
- Pristomerus spinator
- Pristomerus stimulator
- Pristomerus stoneri
- Pristomerus sulcatus
- Pristomerus sulci
- Pristomerus taoi
- Pristomerus tescorum
- Pristomerus testaceus
- Pristomerus tibialis
- Pristomerus tunetanus
- Pristomerus tuscaloosae
- Pristomerus vogeli
- Pristomerus vulnerator
- Pristomerus yoshiyasui